# 周恩来活动居址
周恩来活动居址，位于中国广东省汕尾市陆丰市金厢镇黄厝寮村，为陆丰市的一个市级文物保护单位，类型为近现代重要史迹及代表性建筑，公布时间为2004年12月31日。
周恩来活动居址的历史年代为1927年。